# テレル・デービス
テレル・デービス (Terrell Lamar Davis,1972年10月28日 - )は、カリフォルニア州サンディエゴ出身のアメリカンフットボールの元選手である。 1995年から2001年まで、NFLのデンバー・ブロンコスでランニングバック(RB)として活躍した。2017年に殿堂入り。
デービスは、1995年のドラフトでデンバー・ブロンコスから6巡目196番目の指名を受け、NFL入りした。チーム最多の通算7607ラッシングヤードの記録した。1996年シーズンのプレーオフでは、ポストシーズンのNFL記録となる8ラッシングタッチダウンを決めた。現役中、ファンやメディアから「T・D」の愛称で親しまれたが、これはテレル・デービスのイニシャルとタッチダウンの略称を掛けたものである。